# Brod nad Tichou
Brod nad Tichou là một làng thuộc huyện Tachov, vùng Plzeňský, Cộng hòa Séc.